# La mort a Venècia
La mort a Venècia (títol original en alemany: Der Tod in Venedig) és una novel·la de l'escriptor alemany Thomas Mann publicada el 1912.

## Argument
La mort a Venècia descriu el drama interior de Gustav von Aschenbach, un destacat escriptor alemany d'edat madura que arriba a Venècia amb la intenció de renovar la inspiració perduda. Instal·lat a l'hotel, Aschenbach s'interessa en un adolescent polonès anomenat Tadzio, dotat d'una bellesa extraordinària, el qual acaba convirtint-se en objecte d'una silenciosa adoració per a l'escriptor.
S'inicia llavors una minuciosa descripció del trànsit psicològic d'Aschenbach, la moralitat convencional del qual comença a cedir sota el pes d'una passió prohibida. El rigor intel·lectual i l'estoica disciplina de l'escriptor es veuen profundament afectats per l'enamorament que el trastorna. Tanmateix, l'amor de l'artista es manté en un pla purament intel·lectual, car la por del rebuig l'impedeix d'acostar-se físicament al jove.
Mentrestant, la ciutat es veu amenaçada per una epidèmia de còlera que és ocultada per les autoritats per temor a l'èxode dels turistes. Tanmateix, els rumors sobre el mal s'escampen i els estrangers comencen a marxar. Aschenbach, que ha tingut coneixement de la pesta de manera primerenca, renuncia a partir per no privar-se de la proximitat d'en Tadzio, la família del qual sembla ignorar per complet el que passa.
La salut d'Aschenbach decau progressivament fins que un dia, quan la família de Tadzio es prepara per anar-se'n, mentre contempla extasiat el noi a la platja, l'escriptor pateix un desmai que anticipa la seva mort. La novel·la s'acaba amb un comentari convencional, al mateix temps que irònic, sobre el pesar que ha suscitat en el món la mort de l'artista.

## Adaptacions
La novel·la va ser adaptada al cinema l'any 1971 per Luchino Visconti (Morte a Venezia), essent aquesta la segona pel·lícula de la trilogia (Visconti havia previst que fos una tetralogia) iniciada amb La caduta degli dei i completada amb Ludwig, però va morir abans de completar la quarta i última pel·lícula del cicle, també basada en una altra obra de Mann, La muntanya màgica. L'any 1973 es va estrenar la última òpera de Benjamin Britten, Death in Venice, també inspirada en aquesta novel·la.